# Osmundo di Salisbury
Osmundo di Salisbury (in normanno Osmond; Sées, XI secolo – Salisbury, 3 dicembre 1099) è stato un vescovo cattolico inglese.
Era figlio di Henry de Centville, conte di Sées, e di Isabella de Conteville, figlia di Roberto I, duca di Normandia, che fu il padre di Guglielmo il Conquistatore (Sarum Charters, 373).
Fu Lord cancelliere e vescovo di Sarum.

## Biografia
Secondo un documento del tardo XV secolo, Osmundo aveva una posizione eminente nella sua terra natale, la Normandia, e lo stesso documento lo definisce "Conte del Dorset".
Egli, consigliere di fiducia di Guglielmo il Conquistatore, lo accompagnò certamente in Inghilterra e divenne suo cancelliere verso il 1070.
Egli venne utilizzato in numerose transazioni civili e fu incaricato come Capo della Commissione che redasse il Domesday Book. Divenne vescovo di Sarum, virtualmente una scelta di Guglielmo I, con l'autorizzazione di papa Gregorio VII e venne consacrato da Lanfranco, arcivescovo di Canterbury il 3 giugno 1078. La diocesi comprendeva allora le contee del Dorset, Wiltshire e Berkshire, poiché nel 1058 i vecchi vescovati di Sherborne e Ramsbury erano stati unificati dal vescovo Hermann e la sede trasferita a Old Sarum. Guglielmo di Malmesbury la descrive più come una fortezza che come una città, posta sulla cima di una collina e circondata da possenti mura, mentre Pietro di Blois parla di chiesa e castello come the ark of God shut up in the temple of Baal (l'arco di Dio chiuso nel tempio di Baal).
Il biografo di Enrico I, C. Warren Hollister (1930 – 1997) suggerisce la possibilità che Osmundo fosse stato in parte responsabile dell'educazione di Enrico I, dato che Enrico era stato regolarmente in compagnia del vescovo durante gli anni della sua formazione, cioè fra il 1080 ed il 1086 circa.
Nel 1086 Osmundo era presente al Great Gemot tenutosi a Old Sarum quando il Domesday Book venne accettato ed i grandi proprietari terrieri giurarono fedeltà al sovrano.
Osmundo morì nella notte del 3 dicembre 1099 e le sue spoglie furono inumate ad Old Sarum. Il 23 luglio 1457 esse vennero translate a New Salisbury e deposte nella Cappella della Madonna, ove la sua sontuosa teca venne distrutta durante il regno di Enrico VIII. Una lastra di pietra con la semplice iscrizione MXCIX venne posta via via in vari punti della cattedrale: nel 1644 era sita al centro della Cappella Mariana della Cattedrale di Salisbury e oggi si trova nell'arco più esterno del lato sud.
Dopo una vacanza di otto anni, gli succedette sulla cattedra vescovile Roger di Salisbury, uno statista e consigliere di Enrico I d'Inghilterra.

## Opere
Le opere principali di Osmundo furono tre:
- primo, la costruzione della Cattedrale di Old Sarum, che venne consacrata il 5 aprile 1092. Cinque giorni dopo un violento uragano ne distrusse completamente il tetto e danneggiò l'intero fabbricato.
- secondo, la costituzione di un "corpo della cattedrale". Questo venne strutturato sul consueto modello normanno, con decano, precentore, cancelliere e tesoriere, i cui compiti erano esattamente definiti, circa trentadue canonici, un subdecano ed un succentore. Tutti, tranne gli ultimi due, dovevano risiedere nel fabbricato all'uopo annesso alla cattedrale. Questi canonici erano "secolari", cioè risiedevano in case loro proprie. I loro compiti erano quelli di compagni e consiglieri del vescovo, aiutandolo nella celebrazione liturgica delle solennità e nel compiere l'attività missionaria nelle visite pastorali. Si creò una scuola per il clero a capo della quale stava il cancelliere. La cattedrale era considerata "chiesa-madre della diocesi", la "città posta sul colle". I canonici di Osmundo erano rinomati per il loro talento musicale e per lo zelo nell'apprendere ed avevano grande influenza nella fondazione di altri "corpi della cattedrale".
- terzo, la formazione del Rito di Sarum. Ai tempi di Osmundo erano in vigore numerosi "riti" (quelli di York, Hereford, Bangor e Lincoln rimasero) ed altri usi particolari, peculiari delle chiese locali, ed il loro numero aumentava con l'influenza normanna sotto Guglielmo. Osmundo inventò (od introdusse) poco del suo, benché i riti di Sarum avessero particolarità distinte da quelli di altre chiese. Egli compì una selezione delle pratiche che vedeva intorno a sé e predispose gli uffici e servizi divini. Predisposto inizialmente per la propria diocesi, l' "Ordinario di Osmundo", che regolava gli Uffici Divini, le Messe ed il Calendario, venne adottato, nell'arco di un secolo, da quasi tutta l'Inghilterra, il Galles e l'Irlanda, e venne introdotto anche in Scozia verso il 1250. L'influenza unificatrice della Conquista normanna ne rese più facile la diffusione. Esso ebbe la generale approvazione fino a quando, durante il regno di Maria I d'Inghilterra, molti prelati ottennero una particolare licenza dal cardinale Pole per poter dire il Breviario romano, che divenne universalmente accettato. Il Registro di Sant'Osmundo è una raccolta postuma di documenti priva di un ordine cronologico, divisa grosso modo in due parti: il Consuetudinary (The Chronicles and Memorials of Great Britain and Ireland during the Middle Ages, 1-185, e in Rock, vol. III, 1-110), denominato De Officiis Ecclesiasticis, e una serie di documenti e carte, tutte più o meno riferentesi alla costruzione della cattedrale di Old Sarum, la formazione del corpo della cattedrale, i tesori ad esso appartenenti e la storia delle chiesa suffraganee. L'esistente Consuetudinary book era tratto da una vecchia copia, rimaneggiata con aggiunte e modifiche, e letta probabilmente quando il vescovo Richard Poore consacrò la cattedrale di Salisbury nel 1225. Una copia, quasi parola per parola uguale a questa, venne tratta dal vecchio libro in uso presso la Cattedrale di San Patrizio a Dublino, che venne eretta a cattedrale e modellata sulla chiesa di Sarum da Henry de Loundres, che ne fu vescovo dal 1213 al 1228.[7]

Guglielmo di Malmesbury nel riassumere il carattere di Osmundo, dice che egli era
(Guglielmo di Maslmesbury, Gesta pontificum anglorum 184.)
Osmundo raccolse una buona biblioteca per I suoi canonici ed anche da vescovo non disdegnava di trascrivere e rilegare egli stesso i libri. Una volta Osmundo pensò che l'arcivescovo Anselmo di Canterbury fosse troppo rigido e inutilmente scrupoloso nella lotta per le investiture e nel 1095 al Concilio di Rockingham si espresse in favore del re. Ma dopo il Concilio Laterano del 1099 egli si schierò totalmente dalla parte dell'arcivescovo ed un aneddoto mostra la sua semplice sincerità: quando Anselmo era sulla strada per Windsor Osmundo s'inginocchiò dinnanzi a lui e ne ottenne il perdono. Egli aveva una grande reverenza per sant'Aldelmo, che tre secoli prima era stato suo predecessore sulla cattedra vescovile di Sherborne (incorporata poi in quella di Salisbury). Egli officiò in occasione della traslazione delle reliquie in un reliquiario più adatto a Malmesbury ed aiutò Lanfranco ad ottenerne la canonizzazione.

## Canonizzazione
Per la sua canonizzazione furono necessari circa 350 anni dalla sua morte: il processo di canonizzazione iniziato di fronte al papa nel 1228 non si concluse che nel 1457.
Nel 1228 il vescovo di Sarum ed i canonici della cattedrale si rivolsero a papa Gregorio IX per ottenere la canonizzazione di Osmundo, ma solo due secoli dopo, il 1º gennaio 1457, papa Callisto III emise la bolla della sua canonizzazione.
Nel 1472 papa Sisto IV concesse una speciale indulgenza per la visita alla sua cattedrale nel giorno della sua celebrazione e una riunione tenuta nel 1481 presso la cattedrale di San Paolo a Londra, stabilì nel 4 dicembre il giorno della sua memoria liturgica. Una casa nella  Bishop Wordsworth's School a Salisbury porta il suo nome. A lui è inoltre dedicata la statua nella nicchia n. 178 sul frontale occidentale della Cattedrale di Salisbury.

## Genealogia episcopale
La genealogia episcopale è:
- Arcivescovo Robert di Jumièges
- Vescovo Guglielmo il Normanno
- Arcivescovo Lanfranco di Canterbury
- Vescovo Osmundo di Salisbury